# ویکرز ویکتوریا
ویکرز تایپ ۵۶ ویکتوریا(به انگلیسی: Vickers Type 56 Victoria) یک هواپیمای باری و ترابری دوباله بریتانیایی بود که توسط نیروی هوایی سلطنتی استفاده می‌شد. ویکتوریا برای اولین بار در سال ۱۹۲۲ پرواز کرد و توسط ویکرز لیمیتد تولید شد.

## کاربران
بریتانیا

## مشخصات (ویکتوریا V)
داده‌ها از Aircraft of the Royal Air Force
ویژگی‌های عمومی
- خدمه: ۲
- ظرفیت: ۲۲ نفر نیرو
- طول: ۵۹ فوت ۶ اینچ (۱۸٫۱۴ متر)
- پهنای بال: ۸۷ فوت ۴ اینچ (۲۶٫۶۲ متر)
- ارتفاع: ۱۷ فوت ۹ اینچ (۵٫۴۱ متر)
- مساحت بال‌ها: ۲٬۱۷۸ فوت مربع (۲۰۲٫۳ متر مربع)
- وزن خالی: ۱۰٬۰۳۰ پوند (۴٬۵۵۰ کیلوگرم)
- وزن ناخالص: ۱۷٬۷۶۰ پوند (۸٬۰۵۶ کیلوگرم)
- پیشرانه: ۲ عدد موتور پیستونی ۱۲ سیلندر Napier Lion XI, ۵۷۰ اسب بخار (۴۳۰ کیلووات)  در هر موتور

عملکرد
- حداکثر سرعت: ۱۱۰ مایل بر ساعت (۱۸۰ کیلومتر بر ساعت، ۹۶ گره) بر سطح دریا
- بُرد: ۷۷۰ مایل (۱٬۲۴۰ کیلومتر، ۶۷۰ مایل دریایی)
- حداکثر ارتفاع: ۱۶٬۲۰۰ فوت (۴٬۹۰۰ متر)
- زمان اوج‌گیری: ۱۱ دقیقه تا ۴٬۹۲۰ فوت (۱٬۵۰۰ متر)

### ارجاعات
1. ↑  (Thetford 1957، ص. 425)

### کتابشناسی - فهرست کتب
- Andrews, C. F.; Morgan, E. B. (1988). Vickers Aircraft since 1908. London: Putnam. ISBN 0-85177-815-1.
- Halley, James J. (1980). The Squadrons of the Royal Air Force. Tonbridge, Kent, UK: Air Britain (Historians) Ltd. ISBN 0-85130-083-9.
- Jefford, C.G. (1988). RAF Squadrons. Airlife Publishing Ltd. ISBN 1-85310-053-6.
- Jefford, C.G. (2000). "The Bomber Transport and the Baghdad Air Mail" (PDF). Royal Air Force Historical Society Journal. No. 22. pp. 17–28. ISSN 1361-4231.
- Johnson, Patrick (23 November 1951). "Blind-Flying Birthday". Flight. Vol. LX, no. 2235. pp. 646–648.
- Rawlings, John D. R. (1982). Coastal, Support and Special Squadrons of the RAF and Their Aircraft. London: Jane's Publishing Company. ISBN 0-7106-0187-5.
- Sims, Charles. "Talkback". Air Enthusiast. No. 13, August–November 1980. p. 79. ISSN 0143-5450
- Thetford, Owen (1957). Aircraft of the Royal Air Force 1918–57 (1st ed.). London: Putnam. OCLC 3875235.